# Office des publications universitaires
L'Office des publications universitaires (OPU), est une entreprise publique à caractère industriel et commercial basée à Alger. Spécialisée dans l'édition, la publication et la distribution des revues scientifiques et des ouvrages et manuels universitaires.

## Historique
L'Office des publications universitaires (OPU) est créé le 21 novembre 1973, par l'ordonnance n° 73-60. 

## Missions
Les missions principales de l'Office sont:
- l'édition et l'impression des publications, ouvrages, revues, documents et tous autres supports pédagogiques et didactiques;
- le développement et de l'extension du réseau de distribution au sein des campus universitaires;
- l'achat des droits de réimpression des publications indispensables aux enseignants et aux étudiants;
- l'achat des droits de traduction des publications d'importance majeure pour la communauté universitaire;
- l'édition des séries de conférences majeures;
- la participation à la valorisation des résultats de la recherche par la promotion de l'édition et la diffusion des travaux de recherches des laboratoires, unités et centres de recherches nationaux.